# كوبا بيرو 2005
كوبا بيرو 2005 (بالإسبانية: Copa Perú 2005)‏ هو الموسم 33 من كوبا بيرو ‏. فاز فيه نادي خوسيه جالفيز ‏.